# 小田原宿
小田原宿（おだわらしゅく、おだわらじゅく）は、東海道五十三次の9番目の宿場である。今の神奈川県小田原市にあった。江戸を出て最初の城下町にある宿場。

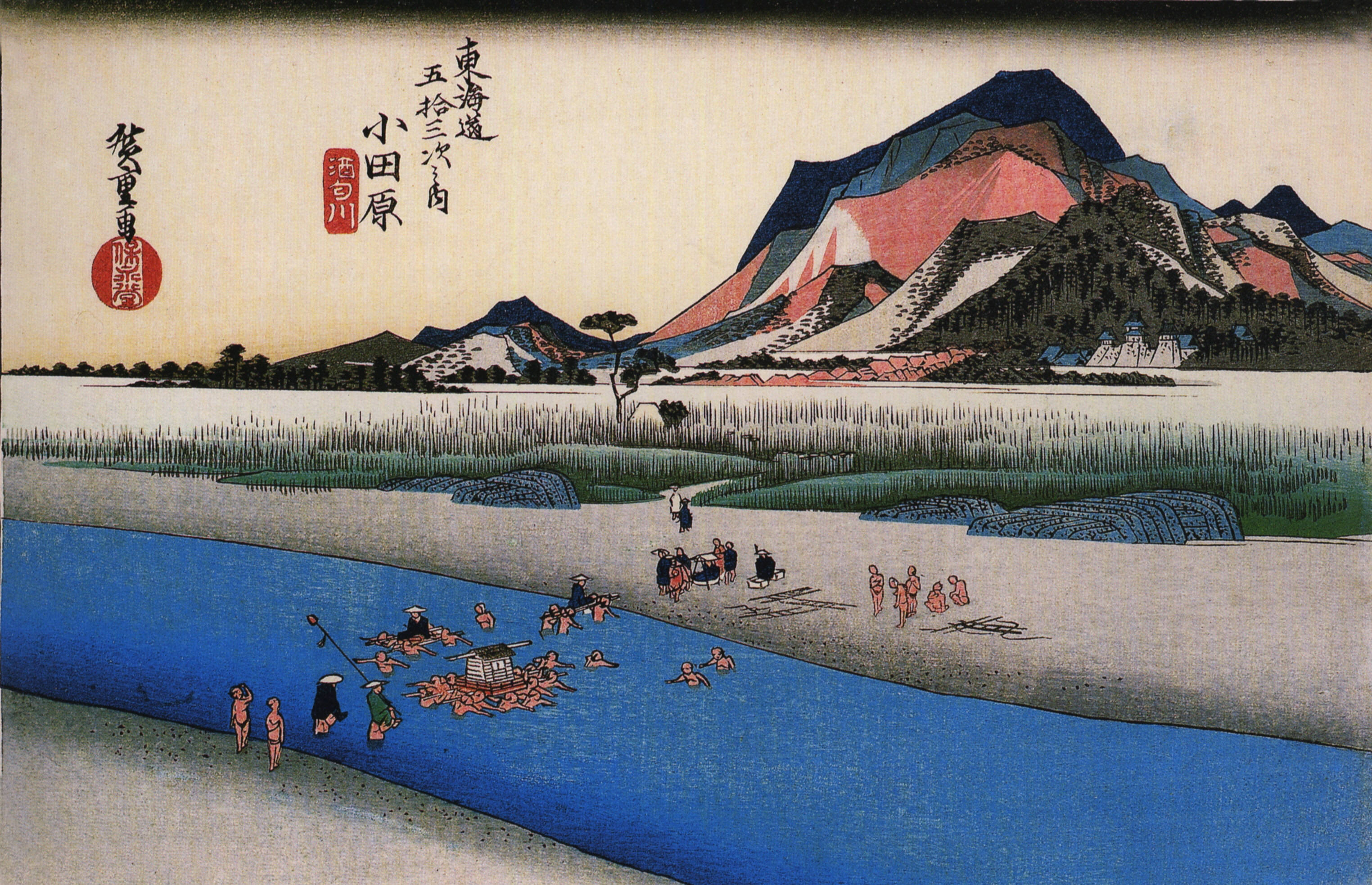
歌川広重「東海道五十三次・小田原」

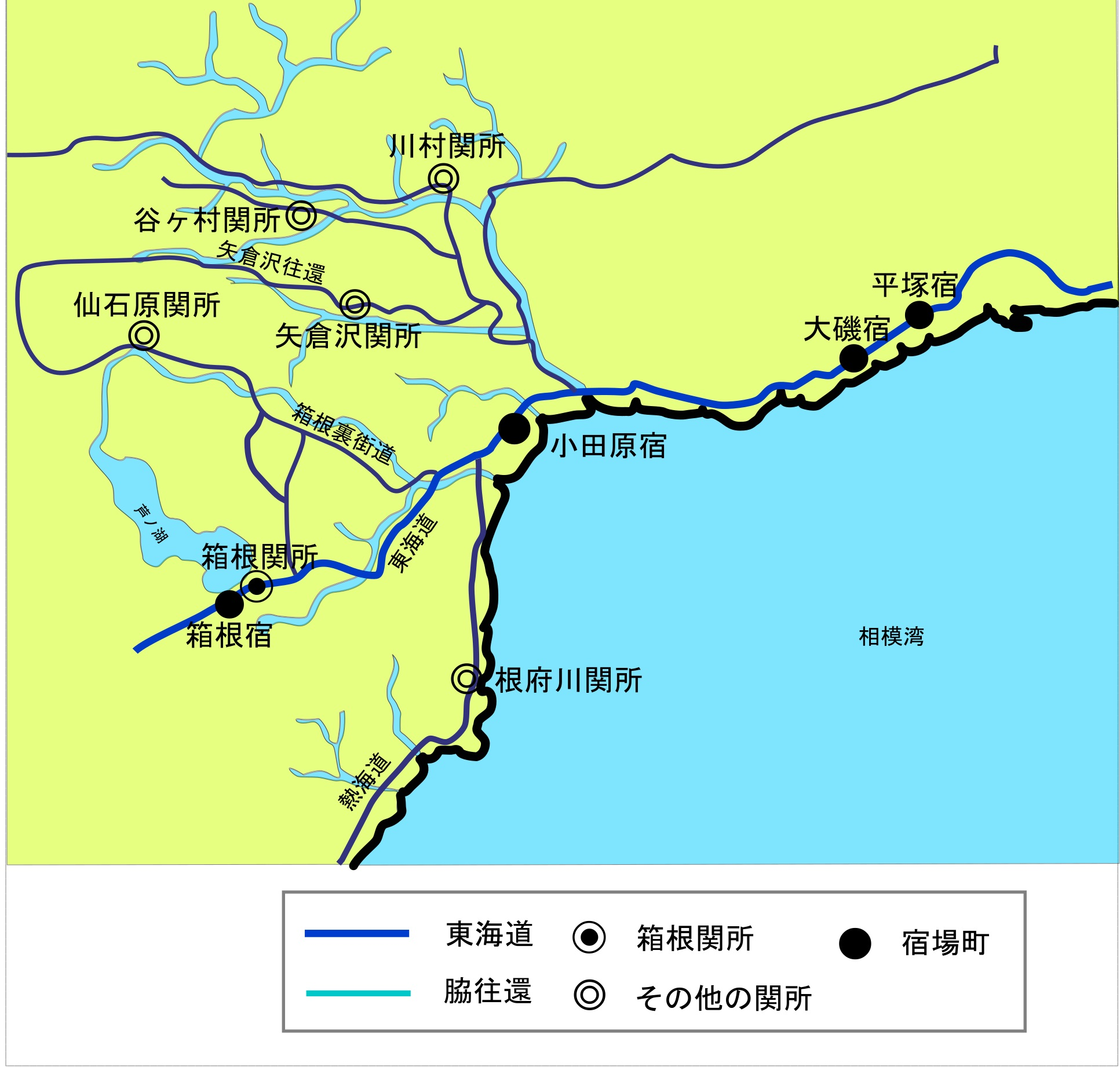
小田原宿と東海道

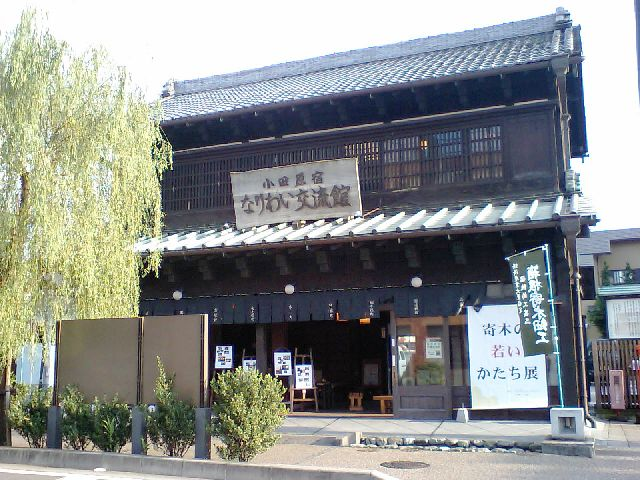
小田原宿なりわい交流館
1932年（昭和7年）に建てられた旧網問屋を再整備した建物で、「出桁（だしげた）造り」と呼ばれる。

## 旧跡・みどころ
- 一里塚跡
- 北条稲荷
  - 蛙石
- かまぼこ通り
- 清水本陣跡
- 松原神社 (小田原市)
- なりわい交流館 - 昭和初期に建築された網問屋を利用した施設[1]
- 片岡本陣跡
- 久保田本陣跡
- ういろう
  - 外郎資料館

小田原宿までの旧跡・みどころ
- 松並木 - 箱根駅伝でも有名なスポット
- 島崎藤村旧宅
- 滄浪閣（伊藤博文旧宅）
- 袖ヶ浦海岸
- 新田義貞の首塚

## 最寄り駅
JR東海道本線・東海道新幹線・小田急小田原線・小田急箱根鉄道線・伊豆箱根鉄道大雄山線 - 小田原駅

## 隣の宿場
大磯宿 - 小田原 - 箱根宿